# Molophilus mouldsi
Molophilus mouldsi là một loài ruồi trong họ Limoniidae. Chúng phân bố ở miền Australasia.